# Erythranthe shevockii
Erythranthe shevockii är en gyckelblomsväxtart som först beskrevs av Lawrence Ray Heckard och Bacig., och fick sitt nu gällande namn av N.S.Fraga. Erythranthe shevockii ingår i släktet Erythranthe och familjen gyckelblomsväxter. Inga underarter finns listade i Catalogue of Life.